# Muscle constricteur du pharynx
Les muscles constricteurs du pharynx sont les trois muscles cervicaux suivant :
- le muscle constricteur supérieur du pharynx,
- le muscle constricteur moyen du pharynx,
- le muscle constricteur inférieur du pharynx.

## Description
Les muscles constricteurs du pharynx forment la couche circulaire externe des muscles du pharynx. Ils s'unissent ensemble avec leur controlatéral pour former le raphé pharyngien.

## Muscle constricteur supérieur du pharynx
Le muscle constricteur supérieur du pharynx est le plus profond des trois. De forme quasiment quadrilatère, il est à la fois le plus large et le plus mince des trois.
Il occupe la partie supérieure de l'ensemble et est composé de quatre parties : ptérygo-pharyngée, bucco-pharyngée, mylo-pharyngée et glosso-pharyngée.
- Insertions proximales : La partie ptérygo-pharyngée s'insère sur le bas du processus ptérygoïde, la partie bucco-pharyngée sur le ligament ptérygo-mandibulaire, la partie mylo-pharyngée sur la ligne mylo-hyoïdienne de la mandibule et le muscle descend jusqu'à la langue avec la partie glosso-pharyngée[1].
- Trajet : Le trajet est approximativement horizontal et dirigé vers l'arrière. Néanmoins les 4 parties n'ayant pas les mêmes origines n'ont pas exactement les mêmes directions[1].
- Insertion distale : À sa terminaison le muscle s'insère sur le tubercule pharyngien de l’os occipital et sur le fascia pharyngo-basilaire[1].

## Muscle constricteur moyen du pharynx
Le muscle constricteur moyen du pharynx comporte 2 parties : chondro-pharyngienne et cérato-pharyngienne.
- Insertion proximale : Le muscle s'insère sur la face postérieure de l'os hyoïde.
- Trajet : Il forme un éventail avant son insertion terminale.
- Insertion distale : Il se termine sur le raphé pharyngien (raphé médian postérieur)[2].

## Muscle constricteur inférieur du pharynx
Le muscle constricteur inférieur du pharynx est de forme trapézoïdale.
Il occupe la partie inférieure de l'ensemble et est composé de deux parties : crico-pharyngée et  thyréo-pharyngée.
- Insertions proximales : La partie crico-pharyngée s'insère sur le cartilage cricoïde et la partie thyréo-pharyngée sur le cartilage thyroïde[3].
- Insertion distale : À sa terminaison le muscle s'insère sur la partie supérieure de l'œsophage[3].

## Innervation
L'ensemble des trois muscles est sous le contrôle de filets du nerf vague et des nerfs laryngés. Le Nerf glossopharyngien participe également à leur innervation, surtout pour la partie supérieure.

## Anatomie fonctionnelle
La contraction des muscles constricteurs du pharynx rétrécit ce dernier et aide le bol alimentaire à avancer vers l'œsophage lors de la phase œsophagienne de la déglutition.